# Карл-Хайнц Фелдкамп
Карл-Хайнц „Кали“ Фелдкамп (на немски: Karl-Heinz Feldkamp, роден на 2 юни 1934 в Есен) е германски футболен треньор и бивш футболист. Като наставник е ставал веднъж шампион на Германия, и е единственият треньор, печелил Купата на Германия с три различни отбора. Също така има и една титла на Турция. С над 400 мача като треньор, Фелдкамп е един от най-опитните германски треньори.

## Отбори
Като футболист, Фелдкамп играе между 1952 и 1967 г. в Рот-Вайс Оберхаузен и записва участие в Регионална лига Запад, която по това време е второто ниво на германския футбол. Участва в 316 срещи и отбелязва 42 гола за червено-белите от рурския град.
Карл-Хайнц Фелдкамп започва треньорската си кариера във Ватеншайд 09 през сезона 1972/73, където замества Фридхелм Шулте след 3 месеца начело. След 14. кръг на сезон 1975/76 той е освободен от поста си в бохумското предградие и отива да тренира Гютерсло. След като Гютерсло изпадат от втора лига, Фелдкамп отива през 1976 г. във втородивизионния Арминия Билефелд, където за малко пропуска класирането във Първа Бундеслига. Вторият опит за промоция обаче е успешен и билефелдци завършват първи през следващия сезон.
След това специалистът поема Кайзерслаутерн, където прекарва 4 години (1978 - 1982). Под ръководството на Фелдкамп „червените дяволи“ на два пъти постигат трето място, стават есенни първенци през 1979 г., губят финала за Купата на Германия 1981 срещу Айнтрахт Франкфурт (1:3) и постигат полуфинал за Купата на УЕФА, загубен от ИФК Гьотеборг (1:1; 1:2 след продължения) като преди това елиминират Реал Мадрид (1:3; 5:0). Лаутерите са четвърти през 1981 и 1982 г.
Следващите отбори на Фелдкамп са Борусия Дортмунд (1982/83) и отново Арминия Билефелд (1983/84). От 1984 до 1987 той тренира Байер Юрдинген, с който става сензационно носител на Купата на Германия през 1985 г. срещу Байерн Мюнхен (2:1). С отбора от Долен Рейн Фелдкамп достига до полуфинал за Купата на УЕФА. Легендарен остава мачът с представителя на ГДР Динамо Дрезден, когато пасив от 5 гола е заличен само за едно полувреме (първа среща в Дрезден 0:2; реванш първо полувреме 1:3, краен резултат 7:3!) Мачът става известен като „Чудото от Гротенбург“.
Следва една година в Айнтрахт Франкфурт (1987 - август 1988 г.), където Фелдкамп печели Купата за втори път на финал срещу Бохум (1:0). Египетския Ал-Ахли Кайро е следващата спирка на наставника.
В началото на 1990 г. Карл-Хайнц Фелдкамп се завръща в Германия и отново поема Кайзерслаутерн, като спасява отбора от изпадане и при това същата година печели отново Купата на Германия (3:2 срещу Вердер Бремен). През 1991 г. идва и най-големият успех в кариерата на специалиста. Кайзерслаутерн изненадващо триумфира със сребърната салатиера, а защитаващият титлата си Байерн Мюнхен е оставен на второ място. През сезон 1991/92 лаутерите завършват пети. В турнира на Шампионската лига отборът на Фелдкамп отпада злощастно от испанския гранд Барселона след допуснато попадение у дома (0:2; 3:1).
След ангажимента си в Пфалц Фелдкамп отива, заедно с асистента си Райнер Холман, в Турция. Първо ръководят истанбулския Галатасарай през 1992 г., с който стават шампиони на Турция. След това за кратко тренират Бешикташ през 1999 г.
В средата на 90-години Фелдкамп работиза германския обществен телевизионен канал ZDF, където коментира срещите на германския национален отбор, заедно с Дитер Кюртен.
След приключването на треньорската си дейност, Фелдкамп работи при Кайзерслаутерн във функцията на мениджър. През 2002 г. той се завръща в голямата игра в помощ на техническия директор на лаутерите Ханс-Петер Бригел, но бързо се оттегля след като не среща разбиране в другите членове на ръководството на Кайзерслаутерн.
За сезон 2007/08 Фелдкамп работи като треньор отново след 8-годишна пауза – за втори път в Галатасарай. На 26 март 2008 г. той обявява, че се оттегля от поста си на наставник и ще заеме друга функция в клуба. На 5 април 2008 г. той подава оставка.
На 26 ноември 2008 г. Фелдкамп се завръща в Галатасарай като технически директор, където подписва договор до 27 май 2009 г.